# أزناولة (بوئين و مياندشت)
أزناولة (بالفارسية: ازناوله) هي قرية تقع في إيران في Yeylaq Rural District. يقدر عدد سكانها بـ 640 نسمة .